# 보스톤 교살자
《보스톤 교살자》(영어: The Boston Strangler)는 미국에서 제작된 리처드 플라이셔 감독의 1968년 전기 범죄 스릴러 영화이다. 토니 커티스 등이 출연하였고, 로버트 프라이어 등이 제작에 참여하였다.

## 출연진
- 토니 커티스
- 헨리 폰다
- 조지 케네디
- 마이크 켈린
- 허드 햇필드
- 머리 해밀턴
- 제프 코리
- 샐리 켈러먼
- 윌리엄 마셜
- 리오라 데이나
- 진 쿠퍼
- 윌리엄 히키
- 조지 퍼스
- 캐럴 셸리
- 리처드 X. 슬래터리
- 제임스 브롤린
- 대나 엘카
- 앨마이라 세션스

## 기타 제작진
- 미술: 리처드 데이, 잭 마틴 스미스
- 의상: 트러비아